# Coupe Challenge féminine de handball 2013-2014
Navigation
Coupe Challenge 2012-2013 Coupe Challenge 2014-2015
La Coupe Challenge 2013-2014 est la 21e édition de la Coupe Challenge de handball féminin, compétition créée en 1993.

## Formule
La Coupe Challenge, a priori la moins réputée des différentes compétitions européennes, est également appelée C4.
L’épreuve débute par un tour préliminaire opposant 18 équipes qui jouent en match aller-retour la qualification pour les huitièmes de finale. Les 9 équipes qualifiées rejoignent 7 autres équipes directement qualifiées pour ce tour. Par la suite, toutes les rencontres sont disputées en match aller-retour y compris la finale.

## Tour préliminaire
| Équipe                    | Équipe                | Équipe               |
| ------------------------- | --------------------- | -------------------- |
| ABU Bakou                 | ZRK Krivaja           | DHC Slavia Prague    |
| Union Mios-Biganos-Bègles | GAS Anagennisi Arta   | GAS Megas Alexandros |
| KHF Prishtina             | Danilovgrad           | Westfriesland SEW    |
| Vistal Gdynia             | JAC Alcanena          | Colégio de Gaia      |
| HC Naisa Niš              | SG Basel Regio        | Yellow Winterthur    |
| H65 Höör                  | Istanbul Maltepe BGSK | HC Dnepryanka        |

| Date Aller       | Club                      | Aller   | Total   | Retour  | Club                  | Date Retour      |
| ---------------- | ------------------------- | ------- | ------- | ------- | --------------------- | ---------------- |
| 8 novembre 2013  | ZRK Krivaja               | 21 - 30 | 46 - 57 | 25 - 27 | Colégio de Gaia       | 9 novembre 2013  |
| 9 novembre 2013  | GAS Anagennisi Artas      | 21 - 25 | 37 - 42 | 16 - 17 | HC Dnepryanka Kherson | 10 novembre 2013 |
| 9 novembre 2013  | Union Mios-Biganos-Bègles | 34 - 24 | 59 - 46 | 25 - 22 | Vistal Gdynia         | 10 novembre 2013 |
| 9 novembre 2013  | DHC Slavia Prague         | 35 - 17 | 65 - 42 | 30 - 25 | Yellow Winterthur     | 10 novembre 2013 |
| 9 novembre 2013  | Istanbul Maltepe BGSK     | 40 - 29 | 68 - 54 | 28 - 25 | JAC Alcanena          | 16 novembre 2013 |
| 10 novembre 2013 | ARK Danilovgrad           | 25 - 24 | 42 - 47 | 17 - 23 | HC Naisa Niš          | 16 novembre 2013 |
| 10 novembre 2013 | SG Basel Regio            | 50 - 25 | 80 - 48 | 30 - 23 | KHF Prishtina         | 16 novembre 2013 |
| 10 novembre 2013 | H 65 Höör                 | 33 - 20 | 65 - 42 | 32 - 22 | Westfriesland SEW     | 16 novembre 2013 |
| 15 novembre 2013 | GAS Megas Alexandros      | 21 - 32 | 39 - 60 | 18 - 28 | ABU Bakou             | 16 novembre 2013 |

## Huitièmes de finale
| Équipe           |
| ---------------- |
| RK Zelina        |
| DHC Sokol Poruba |
| Issy Paris Hand  |
| HV Quintus       |
| HC BMS Milenium  |
| Ardesen GSK      |
| Galychanka Lviv  |

| Équipe                    |
| ------------------------- |
| ABU Bakou                 |
| DHC Slavia Prague         |
| Union Mios-Biganos-Bègles |
| Colégio de Gaia           |
| HC Naisa Niš              |
| SG Basel Regio            |
| H 65 Höör                 |
| Istanbul Maltepe BGSK     |
| HC Dnepryanka Kherson     |

Le tirage au sort a eu lieu le 19 novembre 2013 à Vienne (Autriche) :
| Date aller       | Club                  | Aller   | Total   | Retour  | Club                      | Date retour    |
| ---------------- | --------------------- | ------- | ------- | ------- | ------------------------- | -------------- |
| 1er février 2014 | Galychanka Lviv       | 27 - 20 | 51 - 27 | 24 - 17 | HC Dnepryanka Kherson     | 2 février 2014 |
| 1er février 2014 | SG Basel Regio        | 22 - 45 | 47 - 88 | 25 - 43 | Union Mios-Biganos-Bègles | 8 février 2014 |
| 1er février 2014 | DHC Sokol Poruba      | 24 - 25 | 47 - 47 | 23 - 22 | H 65 Höör                 | 8 février 2014 |
| 7 février 2014   | Istanbul Maltepe BGSK | 27 - 38 | 47 - 77 | 20 - 39 | Issy Paris Hand           | 8 février 2014 |
| 8 février 2014   | RK Zelina             | 23 - 24 | 41 - 43 | 18 - 19 | DHC Slavia Prague         | 9 février 2014 |
| 8 février 2014   | Colégio de Gaia       | 19 - 24 | 40 - 61 | 21 - 37 | HV Quintus                | 9 février 2014 |
| 8 février 2014   | ABU Bakou             | 29 - 33 | 55 - 62 | 26 - 29 | HC BMS Milenium           | 9 février 2014 |
| 8 février 2014   | HC Naisa Niš          | 27 - 30 | 52 - 56 | 27 - 26 | Ardesen GSK               | 9 février 2014 |

## Phase finale
| Équipe                    | Équipe            |
| ------------------------- | ----------------- |
| Galychanka Lviv           | DHC Slavia Prague |
| Union Mios-Biganos-Bègles | HV Quintus        |
| H 65 Höör                 | HC BMS Milenium   |
| Issy Paris Hand           | Ardesen GSK       |

Le tirage au sort a eu lieu le 11 février 2014 à Vienne (Autriche) :
|  | Quarts de finale          | Quarts de finale          | Quarts de finale          | Quarts de finale          |                 |                 | Demi-finales | Demi-finales | Demi-finales | Demi-finales |  |  | Finale | Finale | Finale | Finale |
|  |                           |                           |                           |                           |                 |                 |              |              |              |              |  |  |        |        |        |        |
|  |                           |                           |                           |                           |                 |                 |              |              |              |              |  |  |        |        |        |        |
|  |                           |                           |                           |                           |                 |                 |              |              |              |              |  |  |        |        |        |        |
|  | HC BMS Milenium           | HC BMS Milenium           | 28                        | 24                        |                 |                 |              |              |              |              |  |  |        |        |        |        |
|  | HC BMS Milenium           | HC BMS Milenium           | 28                        | 24                        |                 |                 |              |              |              |              |  |  |        |        |        |        |
|  | Galychanka Lviv           | Galychanka Lviv           | 29                        | 24                        |                 |                 |              |              |              |              |  |  |        |        |        |        |
|  | Galychanka Lviv           | Galychanka Lviv           | 29                        | 24                        | Galychanka Lviv | Galychanka Lviv | 22           | 25           |              |              |  |  |        |        |        |        |
|  |                           |                           |                           |                           | Galychanka Lviv | Galychanka Lviv | 22           | 25           |              |              |  |  |        |        |        |        |
|  |                           |                           | H 65 Höör                 | H 65 Höör                 | 29              | 29              |              |              |              |              |  |  |        |        |        |        |
|  | Ardesen GSK               | Ardesen GSK               | H 65 Höör                 | H 65 Höör                 | 29              | 29              | 22           | 21           |              |              |  |  |        |        |        |        |
|  | Ardesen GSK               | Ardesen GSK               |                           |                           |                 |                 |              | 21           |              |              |  |  |        |        |        |        |
|  | H 65 Höör                 | H 65 Höör                 | 29                        | 26                        |                 |                 |              |              |              |              |  |  |        |        |        |        |
|  | H 65 Höör                 | H 65 Höör                 | 29                        | 26                        | H 65 Höör       | H 65 Höör       | 19           | 23           |              |              |  |  |        |        |        |        |
|  |                           |                           |                           |                           | H 65 Höör       | H 65 Höör       | 19           | 23           |              |              |  |  |        |        |        |        |
|  |                           |                           | Issy Paris Hand           | Issy Paris Hand           | 21              | 21              |              |              |              |              |  |  |        |        |        |        |
|  | Issy Paris Hand           | Issy Paris Hand           | Issy Paris Hand           | Issy Paris Hand           | 21              | 21              | 27           | 41           |              |              |  |  |        |        |        |        |
|  | Issy Paris Hand           | Issy Paris Hand           |                           |                           |                 |                 |              |              |              |              |  |  |        |        |        |        |
|  | DHC Slavia Prague         | DHC Slavia Prague         | 27                        | 23                        |                 |                 |              |              |              |              |  |  |        |        |        |        |
|  | DHC Slavia Prague         | DHC Slavia Prague         | 27                        | 23                        | Issy Paris Hand | Issy Paris Hand | 31           | 25           |              |              |  |  |        |        |        |        |
|  |                           |                           |                           |                           | Issy Paris Hand | Issy Paris Hand | 31           | 25           |              |              |  |  |        |        |        |        |
|  |                           |                           | Union Mios-Biganos-Bègles | Union Mios-Biganos-Bègles | 24              | 22              |              |              |              |              |  |  |        |        |        |        |
|  | HV Quintus                | HV Quintus                | Union Mios-Biganos-Bègles | Union Mios-Biganos-Bègles | 24              | 22              | 32           | 23           |              |              |  |  |        |        |        |        |
|  | HV Quintus                | HV Quintus                |                           |                           |                 |                 |              | 23           |              |              |  |  |        |        |        |        |
|  | Union Mios-Biganos-Bègles | Union Mios-Biganos-Bègles | 38                        | 35                        |                 |                 |              |              |              |              |  |  |        |        |        |        |
|  | Union Mios-Biganos-Bègles | Union Mios-Biganos-Bègles | 38                        | 35                        |                 |                 |              |              |              |              |  |  |        |        |        |        |
|  |                           |                           |                           |                           |                 |                 |              |              |              |              |  |  |        |        |        |        |

### Quarts de finale
| Date Aller   | Club            | Aller   | Total   | Retour  | Club                      | Date Retour  |
| ------------ | --------------- | ------- | ------- | ------- | ------------------------- | ------------ |
| 10 mars 2014 | HC BMS Milenium | 28 - 29 | 52 - 53 | 24 - 24 | Galychanka Lviv           | 11 mars 2014 |
| 2 mars 2014  | Ardesen GSK     | 22 - 29 | 43 - 55 | 21 - 26 | H 65 Höör                 | 8 mars 2014  |
| 2 mars 2014  | Issy Paris Hand | 27 - 27 | 68 - 50 | 41 - 23 | DHC Slavia Prague         | 9 mars 2014  |
| 2 mars 2014  | HV Quintus      | 32 - 38 | 55 - 73 | 23 - 35 | Union Mios-Biganos-Bègles | 8 mars 2014  |

### Demi-finales
| Date Aller   | Club             | Aller   | Total   | Retour  | Club                      | Date Retour   |
| ------------ | ---------------- | ------- | ------- | ------- | ------------------------- | ------------- |
| 5 avril 2014 | Galychanka Lviv¹ | 22 - 29 | 47 - 58 | 25 - 29 | H 65 Höör                 | 6 avril 2014  |
| 6 avril 2014 | Issy Paris Hand  | 31 - 24 | 56 - 46 | 25 - 22 | Union Mios-Biganos-Bègles | 11 avril 2014 |

¹ Note : La situation politique en Ukraine oblige l'EHF à organiser les deux matchs (aller et retour) à Höör, en Suède.

### Finale
| Date Aller | Club      | Aller   | Total   | Retour  | Club            | Date Retour |
| ---------- | --------- | ------- | ------- | ------- | --------------- | ----------- |
| 3 mai 2014 | H 65 Höör | 19 - 21 | 42 - 42 | 23 - 21 | Issy Paris Hand | 11 mai 2014 |

Höörs HK H 65 vainqueur aux dépens d'Issy Paris Hand selon la règle du nombre de buts marqués à l'extérieur (23 contre 21)

#### Match aller
| 3 mai 2014 15 h 00 CET | H 65 Höör          | 19 - 21 | Issy Paris Hand  | Björkvikshallen, Höör Affluence : 635 Arbitrage : Ihar Yudchyts, Siarhei Kot |
| 3 mai 2014 15 h 00 CET | Mia Rej Bidstrup 6 | (8-11)  | Lesly Briemant 5 | Björkvikshallen, Höör Affluence : 635 Arbitrage : Ihar Yudchyts, Siarhei Kot |
| 3 mai 2014 15 h 00 CET | ×3 ×1              | Rapport | ×3 ×2            | Björkvikshallen, Höör Affluence : 635 Arbitrage : Ihar Yudchyts, Siarhei Kot |

| H 65 Höör                  |    |                            |           |              |
|                            |    |                            |           |              |
|                            | 12 | Jannike Wiberg             | Gardienne |              |
|                            | 1  | Jessica Ryde               | Gardienne |              |
|                            | 90 | Mia Rej Bidstrup           | 6         |              |
|                            | 28 | Jasmina Djapanovic         | 4         | Carton jaune |
|                            | 23 | Marie Wall                 | 3         |              |
|                            | 19 | Rebecka Lindberg-Johansson | 2         |              |
|                            | 5  | Emma Rask                  | 2         |              |
|                            | 8  | Julia Andrejic             | 1         |              |
|                            | 21 | Jennie Linnell             | 1         | Suspension   |
|                            | 2  | Anna Johansson             |           |              |
|                            | 13 | Emilia Blomberg            |           |              |
|                            | 11 | Jonna Linnell              |           |              |
|                            | 15 | Anna Roxa                  |           | Carton jaune |
|                            | 14 | Julia Sandell              |           | Carton jaune |
|                            | 17 | Martina Persson            |           |              |
|                            | 28 | Cecilia Dobak Ockso        |           |              |
| Entraîneur : Niklas Harris |    |                            |           |              |

| Issy Paris Hand             |    |                           |           |              |
|                             |    |                           |           |              |
|                             | 94 | Armelle Attingré          | Gardienne |              |
|                             | 1  | Maryam Garba              | Gardienne |              |
|                             | 7  | Lesly Briemant            | 5         | Carton jaune |
|                             | 24 | Mariama Signaté           | 4         | Carton jaune |
|                             | 11 | Amélie Goudjo             | 3         | Carton jaune |
|                             | 8  | Karolina Zalewski-Gardoni | 2         | Suspension   |
|                             | 20 | Pernille Bjørseth Wibe    | 2         | Suspension   |
|                             | 5  | Stine Bredal Oftedal      | 2         |              |
|                             | 26 | Anne-Sophie Kpozé         | 1         |              |
|                             | 10 | Charlotte Mordal          | 1         |              |
|                             | 2  | Coralie Lassource         | 1         |              |
|                             | 9  | Astride N'Gouan           |           |              |
|                             | 13 | Angélique Spincer         |           |              |
| Entraîneur : Arnaud Gandais |    |                           |           |              |

#### Match retour
| 11 mai 2014 17 h 00 CET | Issy Paris Hand        | 21 - 23 | H 65 Höör          | Palais des sports Robert Charpentier, Issy-les-Moulineaux Affluence : 1 700 Arbitrage : Jiri Opava, Pavel Valek |
| 11 mai 2014 17 h 00 CET | Stine Bredal Oftedal 5 | (15-14) | Mia Rej Bidstrup 7 | Palais des sports Robert Charpentier, Issy-les-Moulineaux Affluence : 1 700 Arbitrage : Jiri Opava, Pavel Valek |
| 11 mai 2014 17 h 00 CET | ×3                     | Rapport | ×3 ×2              | Palais des sports Robert Charpentier, Issy-les-Moulineaux Affluence : 1 700 Arbitrage : Jiri Opava, Pavel Valek |

| Issy Paris Hand             |    |                           |           |              |
|                             |    |                           |           |              |
|                             | 94 | Armelle Attingré          | Gardienne |              |
|                             | 1  | Maryam Garba              | Gardienne |              |
|                             | 5  | Stine Bredal Oftedal      | 5         |              |
|                             | 13 | Angélique Spincer         | 4         |              |
|                             | 20 | Pernille Bjørseth Wibe    | 3         | Suspension   |
|                             | 11 | Amélie Goudjo             | 2         | Carton jaune |
|                             | 8  | Karolina Zalewski-Gardoni | 2         |              |
|                             | 7  | Lesly Briemant            | 1         | Suspension   |
|                             | 24 | Mariama Signaté           | 1         | Carton jaune |
|                             | 26 | Anne-Sophie Kpozé         | 1         |              |
|                             | 10 | Charlotte Mordal          | 1         |              |
|                             | 2  | Coralie Lassource         | 1         | Carton jaune |
|                             | 9  | Astride N'Gouan           |           |              |
|                             | 22 | Doungou Camara            |           | Suspension   |
|                             | 17 | Fanta Keita               |           |              |
| Entraîneur : Arnaud Gandais |    |                           |           |              |

| H 65 Höör                  |    |                            |           |                           |
|                            |    |                            |           |                           |
|                            | 12 | Jannike Wiberg             | Gardienne |                           |
|                            | 1  | Jessica Ryde               | Gardienne |                           |
|                            | 90 | Mia Rej Bidstrup           | 7         | Carton jaune · Suspension |
|                            | 19 | Rebecka Lindberg-Johansson | 6         |                           |
|                            | 28 | Jasmina Djapanovic         | 3         | Suspension                |
|                            | 23 | Marie Wall                 | 2         |                           |
|                            | 14 | Julia Sandell              | 2         |                           |
|                            | 8  | Andrejic Julia             | 1         |                           |
|                            | 21 | Jennie Linnell             | 1         |                           |
|                            | 2  | Anna Johansson             | 1         | Carton jaune              |
|                            | 11 | Jonna Linnell              |           |                           |
|                            | 13 | Emilia Blomberg            |           |                           |
|                            | 5  | Emma Rask                  |           |                           |
|                            | 15 | Anna Roxa                  |           | Carton jaune              |
|                            | 17 | Martina Persson            |           |                           |
|                            | 28 | Cecilia Dobak Ockso        |           |                           |
| Entraîneur : Niklas Harris |    |                            |           |                           |

## Les championnes d'Europe
| Championne d'Europe - Coupe Challenge 2013-2014 H 65 Höör 1er titre |

## Statistiques

### Meilleures marqueuses
| Rang | Nom                  | Équipe                    | Buts |
| ---- | -------------------- | ------------------------- | ---- |
| 1    | Alexandra Lacrabère  | Union Mios-Biganos-Bègles | 58   |
| 2    | Jasmina Djapanovic   | H 65 Höör                 | 57   |
| 3    | Stine Bredal Oftedal | Issy Paris Hand           | 43   |